# Черкасов, Александр Иванович
Барон Алекса́ндр Ива́нович Черка́сов (1728 — 25 апреля (6 мая) 1788) — первый президент Медицинской коллегии (в 1763—1775), действительный тайный советник. Сын барона Ивана Антоновича Черкасова, муж влиятельной при елизаветинском дворе Биронши.

## Детство и юность
Представитель баронского рода Черкасовых. За год до его рождения отец попал в опалу императора Петра II и был выслан с семьёй из Санкт-Петербурга. Лишь взошедшая на престол императрица Елизавета Петровна, благоволившая соратникам своего отца, Петра I, вызвала Ивана Антоновича из ссылки в Санкт-Петербург, где 29 ноября (10 декабря) 1741 года он был пожалован в действительные статские советники и назначен при дворе её величества «для отправления комнатных письменных дел». В 1742 году И. А. Черкасов направил своих сыновей — Александра Ивановича и Ивана Ивановича, получивших домашние образование, — в Великобританию, где они слушали лекции в Кембриджском университете. В начале 1747 года Александр Иванович Черкасов вернулся в Россию, а Иван Иванович остался в Кембридже ещё на несколько лет.

## Начало службы
После возвращения в Россию в 1747 году барон А. И. Черкасов был записан в лейб-гвардии Преображенский полк. В 1751 году Александр Иванович был произведён из сержантов в прапорщики. В июне 1752 года он вновь выехал в Великобританию, чтобы забрать младшего брата, и вместе с И. И. Черкасовым возвратился в Россию. Прослужив ещё около 10 лет в гвардии, в 1761 году Александр Иванович подал в отставку по болезни и уволился с военной службы в чине капитана.

## Медицинская коллегия
В 1762 году Александру Ивановичу, как человеку, получившему хорошее образование за границей, было поручено составить проект образования Медицинской коллегии. Поручение было успешно исполнено бароном, и 10 ноября (21 ноября) 1763 года проект о создании Медицинской коллегии был утверждён. Почти одновременно с этим (12 ноября (23 ноября) 1763 года) А. И. Черкасов был пожалован в действительные камергеры и назначен президентом учреждённой Медицинской коллегии с освобождением от дежурства и поручением выбрать членов новой коллегии и канцелярии.
Вступив в должность, барон Черкасов с большим рвением принялся за преобразование действующей медицинской системы России. Главной своей задачей он полагал развитие медицинского образования в империи, создание отечественных медицинских кадров. В те времена русская медицина была практически полностью сосредоточена в руках иностранных специалистов, которым появление отечественных врачей было невыгодно.
На это вредное обстоятельство указывал ещё предшественник барона Черкасова — руководитель Медицинской канцелярии П. З. Кондоиди, который, однако, не смог изменить сложившееся положение. Это было связано с отсутствием в империи систематически обученной молодёжи и системы медицинского образования вообще, а также, главным образом, с сильнейшим противодействием врачей-немцев проникновению русских в сложившуюся медицинскую корпорацию.
Барон Черкасов столкнулся с теми же трудностями. С 1755 года в России уже существовал Московский университет, но к 1763 году преподавание там ещё не было поставлено на должный уровень, а выпускники так называемых «госпитальных школ» были настолько малообразованны, что о присвоении им докторской степени не шла и речь. В соответствии с планом А. И. Черкасова, следовало реформировать госпитальные школы, повысив качество преподавания в них. По мысли барона, именно они должны были стать главной «кузницей медицинских кадров» России. Несмотря на то, что план Александра Ивановича был одобрен императрицей Екатериной II, реализация его столкнулась с серьёзными трудностями. 9 июня (20 июня) 1764 года императрицей был подписан «Указ Нашей Коллегии Медицинской», предписывающий преобразовать госпитальные школы и допускать выпускников к экзаменам на докторскую степень в Медицинской коллегии. Члены коллегии, недовольны указом, составили прошение о его отмене и поднесли свою просьбу императрице.
Несмотря на то, что указ не был отменён, императрица якобы сказала, что «члены Коллегии могут поступать в исполнении его по собственному своему разумению». Это вполне удовлетворило просителей, решивших, что указ можно не исполнять. Однако, поскольку указ был опубликован, нашлись и люди, желающие воспользоваться им. По иронии судьбы, первым врачом, подавшим в 1765 году прошение о допущении его к экзамену на докторскую степень, был всё же не русский человек, а лекарь Густав Максимович Ореус, окончивший Петербургскую госпитальную школу. Члены Коллегии долго чинили ему препятствия, но, в конце концов, допустили к экзамену. Г. М. Ореус выдержал испытание, однако диплом ему не выдавался под различными предлогами. Только обращение лекаря с жалобой в Кабинет императрицы и к самой императрице смогло сдвинуть дело с мёртвой точки, и 2 августа (13 августа) 1768 года по Высочайшему повелению Ореус получил диплом — первый докторский диплом, выданный в России на основании экзамена. Существует мнение, что это был единственный диплом, выданный Медицинской коллегией при Черкасове. Александру Ивановичу так и не удалось преодолеть сопротивление «немецкого лобби», которое продолжалось в России ещё около ста лет, главным образом, в правительственных медицинских учреждениях.
Одновременно с реформой госпитальных школ, в 1764 году бароном Черкасовым был учреждён первый медицинский штат в Смольном монастыре. В том же году Черкасов сопровождал императрицу в Ригу, а по возвращении оттуда был назначен членом суда над подпоручиком Мировичем, организатором неудачного освобождения низложенного императора Ивана VI.
В 1768 году по ходатайству А. И. Черкасова в Россию был приглашён англичанин, врач Димсдэль (Димсдейл), который в том же году привил оспу императрице и наследнику престола великому князю Павлу Петровичу. В своих записках о пребывании в России Димсдэль с большою похвалою отзывается о бароне Черкасове, который превосходно говорил по-английски и беседовал с ним. В 1768 году Александр Иванович был произведён в тайные советники.
В 1773 году императрица поручила барону Черкасову встречу в Ревеле принцессу Гессен-Дармштадтскую с дочерью (впоследствии — великой княгиней Натальей Алексеевной, первой женой будущего императора Павла I) и свитой. Александр Иванович выполнил поручение, сопроводив высоких гостей сухим путём до Петербурга, снискав их расположение.
16 июля (27 июля) 1775 года барон Черкасов оставил должность президента Медицинской коллегии, а 28 марта (8 апреля) 1778 года вышел в отставку с чином действительного тайного советника (будучи сторонником Орловых, барон, по-видимому, не ладил со светлейшим князем Г. А. Потёмкиным, фаворитом Екатерины II с 1774 года).
После отставки барон Александр Иванович Черкасов покинул Петербург и поселился в деревне, где и скончался 25 апреля (6 мая) 1788 года.

## Семья
Императрица Елизавета Петровна женила Черкасова 25 ноября 1759 года на горбатой принцессе Гедвиге Елизавете Бирон (1727—1797), единственной дочери герцога Курляндского и надзирательнице над фрейлинами императрицы. Брак оказался счастливым. Дети:
- Пётр (1762—1828), в 1813 году временно руководил Люблинской губернией; женат (с 11 мая 1793 года[2]) на Анне Петровне Ивковой (ум. 09.09.1827).
- Елизавета (1761—1832), жена полковника Е. И. Пальменбаха.